# Бескудниковский бульвар
Беску́дниковский бульвар (название утверждено 23 января 1964 года) — улица в Северном административном округе города Москвы на территории Бескудниковского и Дмитровского районов.

## Расположение
Начало Бескудниковского бульвара находится в Бескудниковском районе. Бульвар ответвляется на восток от Дмитровского шоссе и идёт в целом в северном направлении, пересекает Дегунинский проезд, Бескудниковский переулок, Рогачёвский переулок, улицу Святослава Фёдорова, улицу Зарянова, после чего поворачивает на запад, пересекает Дмитровское шоссе и Коровинский проезд, затем возвращает северное направление, пересекает переулок 800-летия Москвы и заканчивается перекрёстком с улицей 800-летия Москвы, после которого продолжается уже под названием Улица Софьи Ковалевской. Конец Бескудниковского бульвара располагается в Дмитровском районе.

## Происхождение названия

Скульптура на Бескудниковском бульваре

Назван в 1964 году по бывшему рабочему посёлку Бескудниково.
В форме Безкунникова деревня название известно с 1584 г. В окрестностях селения, с 1623 г. называвшегося Бескудниково, в XIX в. появились кирпичные заводы, а в 1929 г. оно было преобразовано в посёлок городского типа; в 1960 г. вошло в черту Москвы.
Есть несколько вариантов этимологии названия. По форме (притяжательное прилагательное) оно образовано от антропонима; прозвище Безкунник обозначало неимущего, безденежного человека (др.-русск. куна — «денежная единица»). Замена «нн» на «дн» характерна для севернорусских и среднерусских говоров. Имелась версия, что бесскудник — человек живущий без скудости, в достатке. Предполагалось также, что в Безкунникове жили люди, освобождённые от каких-то платежей (один из видов податей в древности назывался «чёрная куна»). Ещё одна версия: древнерусское кунное означало приданое невесты, а бескуньно, безъкуньно — «бесплатно». Таким образом, бескунник (откуда прозвище Бескунник, ср. Третьяк Безкунников в 1498 г.; помещики Безкунниковы в XVI—XVII вв.) — «человек, взявшей жену без приданого». От этого личного именования и пошло название

## Транспорт

### Автобусы
- № м40
  - Лобненская улица —  Китай-город
  - Лобненская улица — Улица Всеволода Вишневского
- № 447 —  Верхние Лихоборы — Самотёчная площадь
- № 114 — Базовская улица —  Войковская
- № 149 — Коровино —  Дегунино
- № 154 — платформа Грачёвская — ВДНХ (главный вход)
- № 167 —  Лианозово —  Верхние Лихоборы
- № 206 — Лобненская улица —  Селигерская
- № 466 —  Бескудниково — Савёловский вокзал

### Метро
У начала Бескудниковского бульвара располагается выход со станции метро Верхние Лихоборы.

## Примечательные здания и сооружения
- № 59 — Городская поликлиника № 156, КДЦ № 6 филаил № 4.
- № 59А, стр. 2А — МНТК «Микрохирургия глаза» имени академика С. Н. Фёдорова.